# Weszje
Weszje (mac. Вешје) – wieś w centralnej Macedonii Północnej, terytorialnie i administracyjnie należąca do gminy Negotino. Według stanu na 2002 rok jej liczebność wynosiła 45 mieszkańców.

położenie wsi na mapie gminy

Według danych ze spisu powszechnego przeprowadzonego w 2002 roku, wieś Weszje zamieszkiwało 45 osób deklarujących następującą narodowość:
- Macedończycy – 45 (100%)